# Lịch sử rượu sâm panh

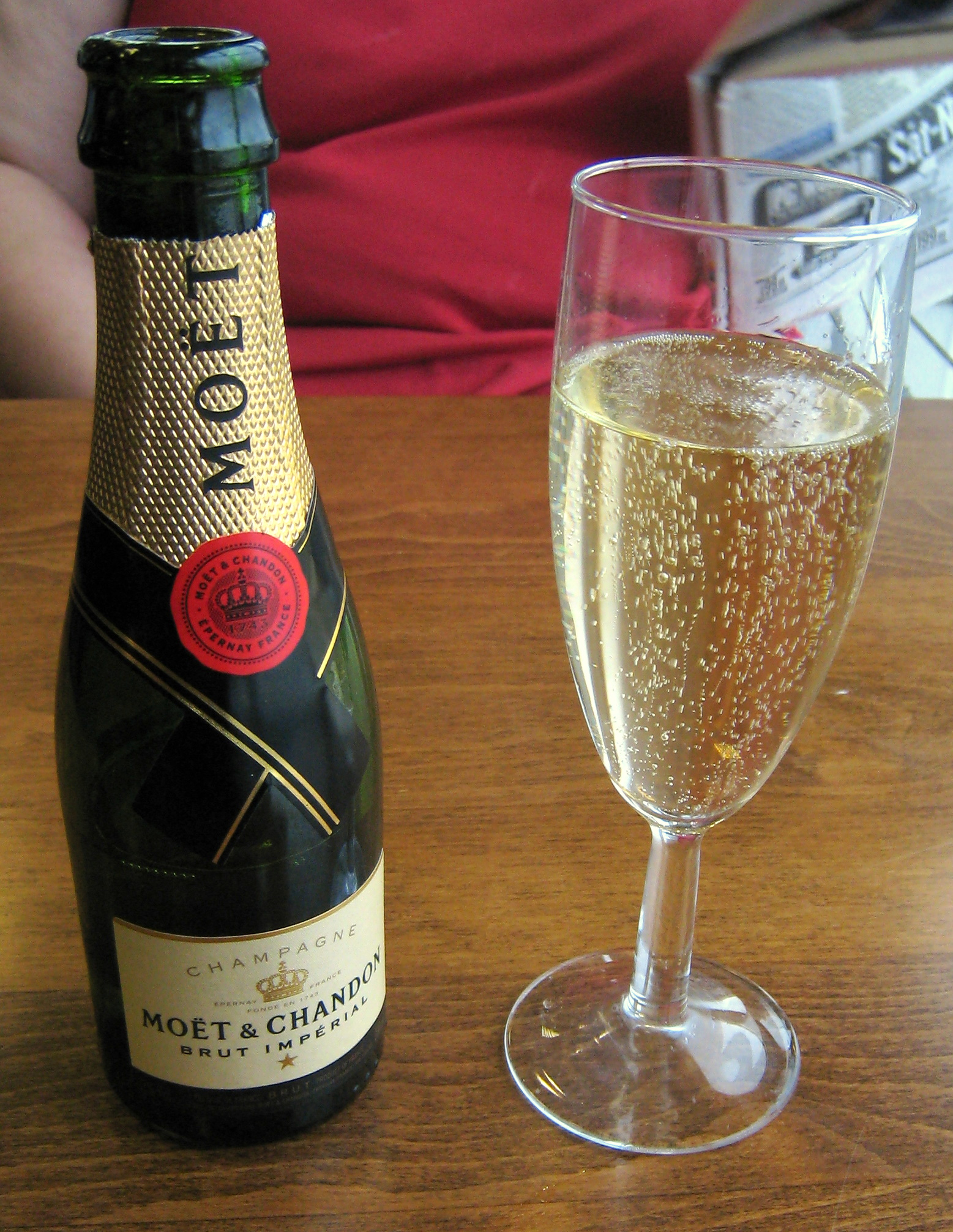
Hầu hết Sâm-panh trong lịch sử có màu đỏ, đây là phiên bản Sâm-panh trắng sủi tăm được biết đến rộng rãi nhất.

Lịch sử rượu sâm panh là quá trình phát triển rượu vang từ loại vang không sủi bọt màu nhạt, hồng nhạt tới vang sủi bọt (vang nổ) hiện nay, diễn ra tại vùng làm rượu Champagne. Người La Mã là những người đầu tiên trồng nho trong khu vực ngày nay là đông bắc nước Pháp, khu vực này được canh tác ít nhất từ thế kỷ thứ 5 hoặc có thể từ trước đó. Khi Hugh Capet lên ngôi Vua Pháp năm 987 tại nhà thờ ở Reims trung tâm của vùng, ông đã bắt đầu một truyền thống: các vị vua kế tiếp của nước Pháp đều tới vùng này—rượu vang địa phương được sử dụng trong các bữa tiệc đăng quang. Loại rượu vang đầu tiên của vùng Champagne là rượu vang hồng nhạt, nhạt được làm từ nho Pinot noir.
Người vùng Champagne (được gọi là Champenois trong tiếng Pháp) rất muốn có được danh tiếng như các loại rượu vang do người vùng Bourgogne-Franche-Comté, láng giềng của họ ở phía nam, làm ra. Tuy nhiên, khí hậu phía bắc của vùng này đã gây khó khăn cho những Champenois khi làm rượu vang đỏ. Do khí hậu khắc nghiệt, quả nho khó chín được hoàn toàn, chúng thường có độ axit lớn và lượng đường thấp. Các loại rượu vang làm từ các giống nho này loãng và nhẹ hơn rượu vùng Bourgogne.
Hơn nữa, mùa đông lạnh thường đến sớm, nhiệt độ thấp làm quá trình lên men rượu trong hầm ngưng lại, các tế bào nấm men sẽ ngủ đông và khi mùa xuân đến, nhiệt độ ấm áp làm chúng thức dậy và quá trình lên men lại bắt đầu lần nữa. Một trong những sản phẩm phụ của quá trình lên men là việc giải phóng ra khí cacbon dioxide, nếu rượu được đóng chai, khí tạo ra trong chai sẽ gây ra áp suất lớn. Áp suất bên trong chai lớn dần, trong khi những chai rượu vang ban đầu của Pháp thường yếu nên thường làm chai rượu vang phát nổ trong hầm rượu. Nếu còn chai không vỡ, rượu vang có chứa bọt khí, người Champenois ban đầu coi đây là một thứ gì đó khiến họ thấy sợ hãi và họ xem đó là một sai lầm. Vào cuối thế kỷ 17, những người làm rượu vang Champenois, đáng chú ý nhất là thầy tu dòng Benedictine tên là Dom Pérignon (1638–1715), vẫn cố gắng để làm rượu vang không chứa bọt.
Trong khi người Champenois và khách hàng Pháp của họ ưa thích Champagne màu nhạt và không sủi bọt, thì người Anh đã phát triển một hương vị cho loại rượu vang sủi bọt duy nhất. Phiên bản Champagne sủi tăm tiếp tục phát triển phổ biến hơn, đặc biệt trong những người giàu có và hoàng gia. Sau cái chết của vua Louis XIV của Pháp năm 1715, triều đình của Philippe II, Công tước xứ Orléans đã đưa Champagne sủi tăm thành thức uống ưa thích của giới quý tộc Pháp. Những người làm rượu vang Champenois cố gắng làm cho rượu vang của họ lóng lánh hơn nữa, nhưng họ không biết cách để kiểm soát quá trình hay làm thế nào làm cho chai rượu vang đủ mạnh để chịu được áp suất trong chai.
Trong thế kỷ 19, những trở ngại này đã được khắc phục, và ngành công nghiệp rượu vang Champagne hiện đại đã thành hình. Những tiến bộ do dòng họ Veuve Clicquot thực hiện trong việc phát triển méthode champenoise (phương pháp của người Champagne) đã biến việc sản xuất rượu vang sủi tăm thành ngành có lợi nhuận quy mô lớn; giai đoạn này đã chứng kiến việc thành lập nhiều dòng họ Champagne nổi tiếng ngày nay, trong đó gồm cả Krug (1843), Pommery (1858) và Bollinger (1829). Vận may của Champenois và sự phổ biến của rượu Champagne tiếp tục tăng cho đến khi gặp một loạt những trở ngại vào đầu thế kỷ 20. Sâu Phylloxera xuất hiện, những cuộc nổi loạn của người trồng nho trong năm 1910-11, thị trường Nga và Mỹ bị mất vì Cách mạng Nga và Lệnh cấm rượu bia ở Mỹ, và hai cuộc chiến tranh thế giới đã biến những vùng trồng nho ở Champagne thành chiến trường.
Đến thời kỳ hiện đại đã chứng kiến sự hồi sinh của rượu Champagne, rượu vang được sử dụng trong những dịp sang trọng và lễ kỷ niệm, doanh số bán rượu đã tăng lên gấp 4 lần kể từ năm 1950. Ngày nay, trên diện tích 86.500 mẫu Anh (35.000 ha) của vùng Champagne đã sản xuất hơn 200 triệu chai Champagne, nhu cầu thế giới khiến các nhà chức trách Pháp phải xem xét mở rộng khu vực Appellation d'origine contrôlée (AOC – Xuất xứ được kiểm định) của vùng để tạo điều kiện thuận lợi cho sản xuất hơn nữa.

## Lịch sử ban đầu
Người La Mã là những cư dân đầu tiên trồng nho ở vùng Champagne. Tên gọi Champagne bắt nguồn từ campania trong tiếng Latin và nó ám chỉ đến sự tương đồng giữa những ngọn đồi của vùng này và vùng nông thôn Campania của Italia nằm ở phía nam Rome. Khu vực này được chia thành Champagne pouilleuse – vùng đồng bằng cằn cỗi, có chứa đá phấn ở phía đông Reims – và Champagne viticole, vùng sườn đồi rừng được gọi là Montagne de Reims nằm giữa Reims và sông Marne, nho được trồng ở vùng Champagne viticole này. Việc trồng nho chắc chắn đã xuất hiện từ trước đó, nhưng những tài liệu văn thư đầu tiên cho biết vườn nho đầu tiên thuộc về St. Remi vào thế kỷ 5. Đối với hầu hết lịch sử ban đầu của vùng, rượu vang từ vùng này chưa được gọi là "Champagne" hay thậm chí vin de Champagne. Chúng được biết đến với tên gọi vins de Reims và vins de la rivère để nói đến sông Marne, một tuyến đường thương mại quan trọng qua sông Seine tới Paris. Vị trí của vùng Champagne nằm trên ngã tư của hai tuyến đường thương mại lớn; một là tuyến đông-tây giữa Paris và Rhineland; tuyến còn lại là tuyến bắc-nam giữa Flanders và Thụy Sĩ, do đó nó sẽ mang lại cho vùng Champagne và sản phẩm rượu vang của vùng sự thịnh vượng và danh tiếng nhưng Champagne cũng sẽ đóng vai trò then chốt khi là địa điểm xảy ra nhiều cuộc chiến và sự chiếm đóng.

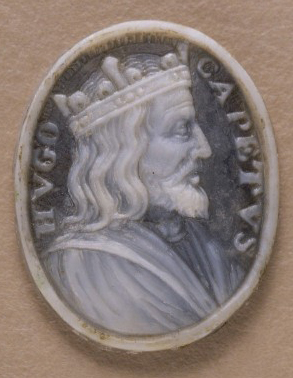
Lễ đăng quang của Hugh Capet ở Reims đã bắt đầu một truyền thống sẽ kết hợp vùng làm rượu, sản phẩm rượu vang với hoàng gia.

Năm 987, Hugh Capet lên ngôi vua nước Pháp tại nhà thờ Reims. Trong bữa tiệc đăng quang, các loại rượu vang địa phương của vùng đã được sử dụng. Thành phố Reims được biết đến là thủ đô tinh thần của Pháp và trong 8 thế kỷ tiếp theo, các vị vua sẽ tiếp tục truyền thống của Capet và thực hiện lễ đăng quang tại Reims. Sự kết hợp của vùng làm rượu với hoàng gia đã giúp cho danh tiếng rượu vang của vùng phát triển. Vào thế kỷ 16, chất lượng rượu vang của làng Ay nằm ở phía nam Reims đã trở nên nổi tiếng, vua Francis I của Pháp đã tự tuyên bố mình là "Roi d' Aÿ et de Gonesse" – Vua của các vùng đất nơi sản xuất bột mì và rượu vang lớn nhất cả quốc gia. Như vậy danh tiếng của rượu vang Ay đã được biết tới là vins de France, chất lượng rượu vang của họ không chỉ đại diện cho một vùng mà nó là đại diện cho cả quốc gia. Thậm chí cái tên Ay đã trở thành một tài liệu vắn tắt để chỉ dẫn về tất cả các loại rượu vang của vùng Champagne. (Giống như Bordeaux hay Beaune được sử dụng để chỉ dẫn cho các loại rượu vang tương ứng của các vùng Gironde và Bourgogne).
Trong suốt thời Trung Cổ, các loại rượu vang của vùng Champagne có rất nhiều màu sắc, từ màu đỏ nhạt tới màu hồng nhạt, đây là một sự cạnh tranh quyết liệt giữa các Champenois (người vùng Champagne) và người láng giềng Bourgogne ở miền nam. Tuyến đường thương mại mà những thương nhân người Flanders sử dụng để tới Bourgogne, phải đi qua Reims và những người Champenois mong muốn thúc đẩy ngành kinh doanh của mình, họ mời chào các thương nhân với một lựa chọn "rẻ hơn". Thật không may, khi hậu của vùng Champagne đã khiến nơi đây rất khó sản xuất các loại rượu vang đỏ với màu sắc và sự đậm đà như rượu vang của vùng Bourgogne, mặc dù Champenois đã cố gắng "cải thiện" rượu vang của họ bằng cách pha trộn với quả cây cơm cháy. Cuối cùng những Champenois đã chuyển hướng sang sản xuất rượu vang trắng để phân biệt họ với những đối thủ Bourgogne. Tuy nhiên, việc sản xuất rượu vang từ nho trắng đã khiến hương vị rượu tẻ ngắt và nhanh chóng bị hỏng. Sau nhiều lần tìm kiếm, cuối cùng họ làm "rượu vang trắng" từ nho làm rượu vang đỏ, chẳng hạn như giống nho Pinot noir có nhiều mùi vị, thơm và tuổi thọ tốt. Trong suốt thế kỷ 16, đầu thế kỷ 17, những người làm rượu vang Champenois đã cố gắng làm rượu vang "trắng" tốt nhất họ có thể làm từ nho đỏ, dù vậy kết quả rượu thường không có màu trắng hoàn toàn mà màu rượu có từ xám tới màu hồng nhạt được gọi là oeil de perdrix hay mắt chim đa đa. Phải cho đến khi một tu sĩ dòng Benedictine tên là Dom Pierre Perignon từ tu viện Hautvillers hoàn thiện kỹ thuật của mình và truyền bá rộng rãi, thì các Champenois mới có thể thực sự làm rượu vang trắng từ nho đỏ.

### Dom Pérignon

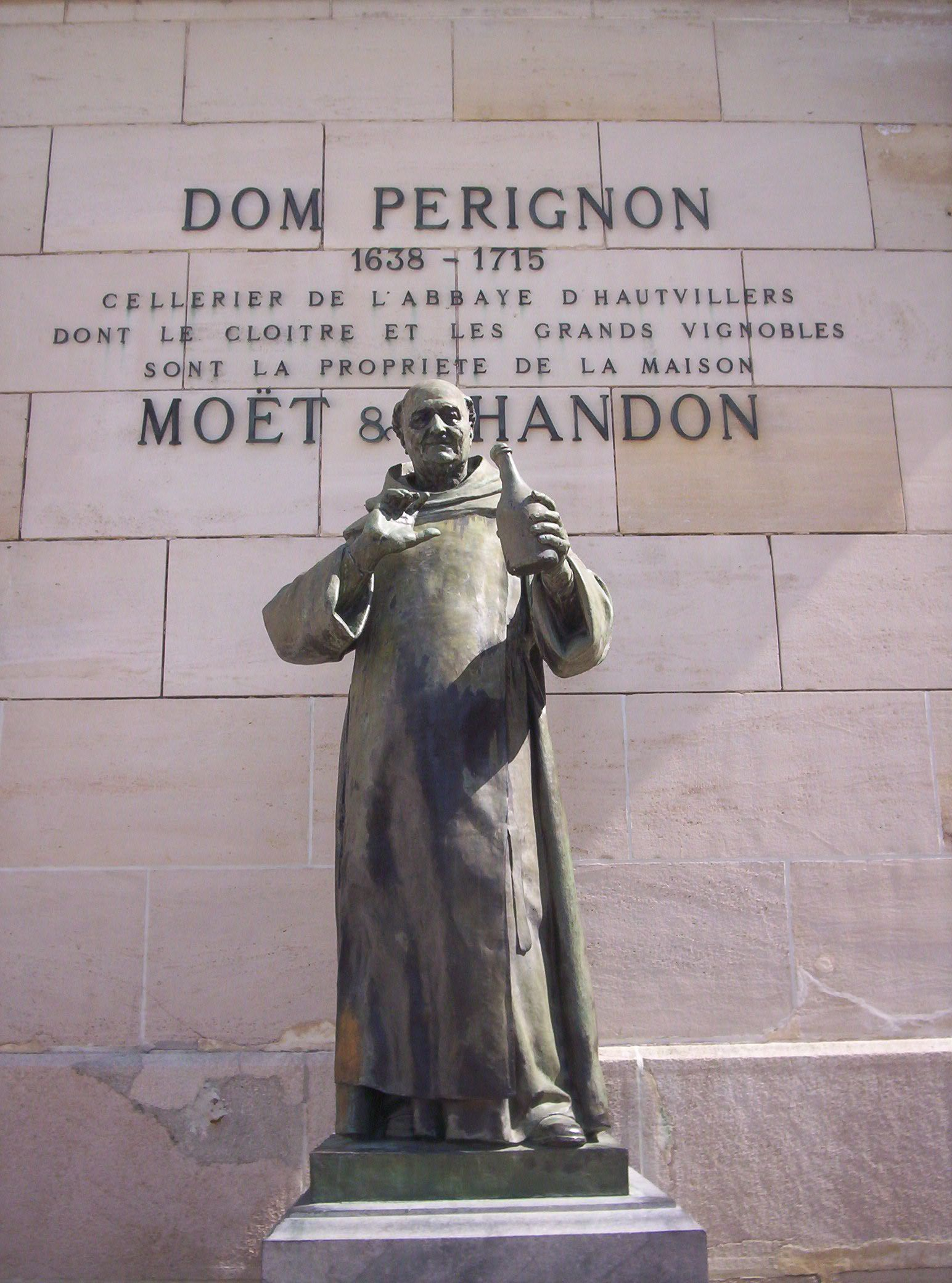
Dù ông đã dành phần lớn sự nghiệp của mình để cố gắng làm rượu Champagne của mình không có bong bóng, nhưng các kỹ thuật tiên phong của Dom Pérignon áp dụng làm rượu trắng từ nho đỏ đã ảnh hưởng tới sự phát triển của rượu vang Champagne sủi tăm.

Sau khi bị phá hủy trong Chiến tranh tôn giáo Pháp, tu viện dòng Benedictine tại Hautvillers được xây dựng lại và có vườn nho riêng của tu viện. Đến năm 1661, tu viện đã có vườn nho rộng 25 mẫu Anh (10 ha), đồng thời tu viện cũng nhận được các khoản thuế thập phân trong các đồn điền trồng nho từ các làng xung quanh, gồm cả các vườn nho được đánh giá cao của làng Ay và Avenay-Val-d'Or. Cha trưởng tu viện đã ủy thác xây dựng một hầm rượu và tìm thuê một thủ quỹ và trưởng hầm rượu để giúp phát triển hoạt động sản xuất rượu vang ngày càng phát triển của tu viện. Năm 1668, Pierre Perignon đã được bổ nhiệm vào vị trí đó. Theo mô tả của người tiền nhiệm là Dom Groussard và giáo sĩ Godinot thì Perignon là một người hoàn hảo cho vị trí đó, Perignon đã làm việc siêng năng để cải thiện các kỹ thuật trồng nho trên các vườn nho của tu v iện và chất lượng của rượu vang. Ông là một người ủng hộ mạnh mẽ việc chỉ sử dụng nho Pinot noir để làm rượu, vì ông tin rằng giống nho này có hương vị tốt nhất và chất lượng tiềm năng. Vào thời điểm đó, những vườn nho của cùng trồng nhiều giống nho khác nhau gồm Pinot noir, Chasselas, Pinot blanc, Pinot gris, Pinot Meunier và có thể có cả Chardonnay. Điều quan trọng nhất trong tâm trí của Dom Pérignon là nho đỏ như Pinot noir ít có khả năng "bay hơi" vào mùa xuân và tạo bọt khí giống như nho trắng. Sự xuất hiện của các bọt khí trong rượu vang của ống được xem như một sai lầm và Dom Pérignon đặt ra cho mình việc phát triển các kỹ thuật chính xác để hạn chế khả năng sai lầm này xảy ra.
Dom Pérignon là một người ủng hộ trung thành việc cắt tỉa tích cực, ông ra yêu cầu các cây nho không được cao quá 1 mét (3 ft) và sản xuất sản lượng nhỏ. Việc thu hoạch được thực hiện vào sáng sớm, khi trời vẫn còn mát và phải giữ nho cẩn thận để cả chùm nho nguyên vẹn. Nếu nho có vết thâm hoặc bị hỏng sẽ bị loại bỏ. Họ sử dụng la và lừa thay ngựa để vận chuyển nho về nhà ép, vì chúng ít bị kích thích và làm hỏng nho như ngựa. Dom Pérignon mong muốn nho được ép càng nhanh và hiệu quả càng tốt để giảm tối đa khả năng vỏ nho tiếp xúc lâu với nước nho ép. Quá trình ép nho cũng được phân biệt thành các mức độ khác nhau. Bước ép đầu tiên được thực hiện hoàn toàn bằng trọng lượng của những quả nho phía trên những quả khác, tạo ra rượu vang chất lượng cao nhất gọi là vin de goutte. Bước ép thứ 2 và thứ 3, được thực hiện bằng cách lấy vật nặng đề ép nước nho, tạo ra rượu vang tốt nhưng chất lượng không đặc biệt. Bước ép thứ 4 và thứ 5 sẽ tạo ra rượu vang có màu tối hơn là vin de taille và vins de pressoir và không được sử dụng tất. Ngoài ra để thêm màu hồng nhạt/xám cho rượu, Dom Pérignon biết các loại vỏ nho tác động đến rượu làm rượu có hương vị khác nhau và kết cấu thô hơn ông mong muốn trong các loại rượu vang chất lượng cao của mình. Ống nhấn mạnh vào việc hạn chế để vỏ nho tiếp xúc với nước nho ép, giúp Tu viện Hautvillers sản xuất rượu vang trắng thực sự từ nho đỏ.

## Ảnh hưởng của Anh

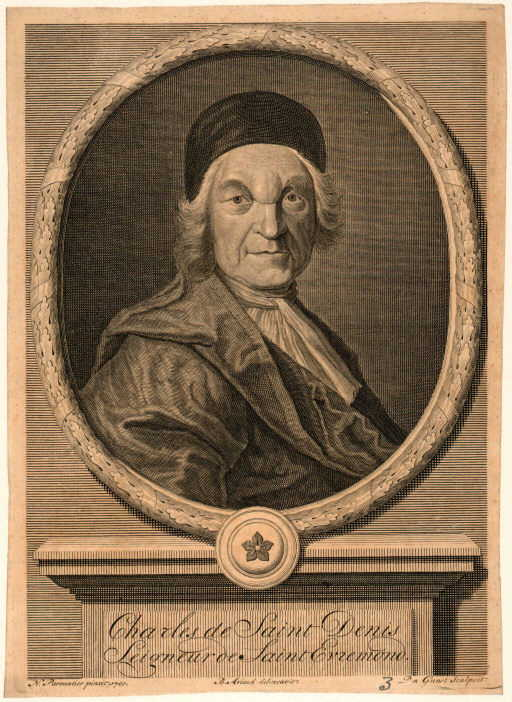
Khi bị trục xuất đến Anh, hầu tước Saint-Évremond đã cố gắng phổ biến rượu Champagne vào xã hội London. Trong khi Saint-Évremond vẫn thích rượu Champagne không bọt, thì rượu Champagne sủi tăm đã nhanh chóng trở nên phổ biến với người Anh.

Là một quốc gia giàu có và hùng mạnh nhưng lại có nguồn lực sản xuất rượu vang hạn chế, người Anh đã có một ảnh hưởng đáng kể tới việc phát triển loại Champagne sủi tăm. Champagne không bọt đã trở thành phổ biến trong xã hội London khi Charles de Saint-Évremond, một người theo chủ nghĩa hưởng lạc đến đây vào giữa thế kỷ 17. Tại các bữa tiệc, Saint-Évremond lúng túng quảng cáo các loại rượu vang của vùng Champagne. Chẳng bao lâu sau một số người đàn ông thuộc giới thượng lưu và quyền lực nhất ở London – như Công tước xứ Bedford và Buckingham cũng như Bá tước xứ Arlington đã thường xuyên yêu cầu mua các thùng rượu Champagne. Rượu vang không sủi tăm, hoặc ít nhất là nó được mong đợi như vậy. Rượu vang thường được vận chuyển tới Anh trong các thùng bằng gỗ và sẽ được các thương gia đóng chai đem bán. Trong suốt thế kỷ 17, ngành sản xuất thủ tinh ở Anh dùng các loại lò dùng than làm nhiên liệu và sản phẩm là các loại chai thủ tinh bền và khỏe hơn so với các loại thủy tinh đốt gỗ của Pháp. Người Anh cũng khám phá ra việc dùng nút bần, loại nút chai này đã từng được người La Mã sử dụng nhưng nó bị lãng quên trong nhiều thế kỷ sau khi đế chế La Ma sụp đổ. Trong mùa đông lạnh của vùng Champagne, nhiệt độ thấp sẽ làm quá trình lên men tạm dừng lại—trong rượu vẫn còn một lượng đường chưa lên men hết và nấm men ngủ đông. Khi rượu được chuyển lên tàu và đóng chai ở Anh, quá trình lên men lại bắt đầu khi nhiệt độ ấm lên và các chai rượu vang dùng nút bần sẽ tạo ra áp suất từ khí carbon dioxide. Khi mở chai rượu, nó sẽ trở thành bọt khí.
Người Anh là một trong những người đầu tiên nhận thấy xu hướng Champagne sủi tăm sẽ là một loại đồ uống đáng được mong đợi, họ cố gắng tìm hiểu lý do tại so rượu lại có bọt khí. Năm 1662, nhà khoa học người Anh là Christopher Merret đã trình bày một bài báo chi tiết về việc làm thế nào mà sự có mặt của đường trong rượu vang dẫn tới hiện tượng sủi tăm, và gần như bất kỳ loại rượu vang nào cũng có thể làm nó sủi tăm bằng cách thêm đường vào rượu vang trước khi đóng chai. Đây là một những lý giải đầu tiên khi tìm hiểu về quá trình hình thành rượu vang sủi tăm và nó đã khuyến khích các thương nhân Anh sản xuất "Champagne sủi tăm" ngay trước khi những Champenois người Pháp cố ý làm ra nó. Sự phổ biến của Champagne sủi tăm đều đặn phát triển. Năm 1663, nhà thơ Anh là Samuel Butler đã viết về Champagne "sủi bọt" lần đầu tiên trong quyển thơ Hudibras của mình. Năm 1698, George Farquhar đóng một vai trong vở kịch Love and a Bottle, trong vở kịch này một nhân vật đã rất ngạc nhiên khi thấy các dòng bọt khí ổn định trong một ly Champagne. Khi sự phổ biến của Champagne sủi tăm đã lớn ở London, các triều định châu Âu khác cũng bắt đầu tò mò về những bong bóng kỳ lạ - trong đó có cả triều đình Pháp, những người trước đó đã khinh thường coi bong bóng trong rượu vang là sai lầm.

## Sự phổ biến của Champagne sủi tăm

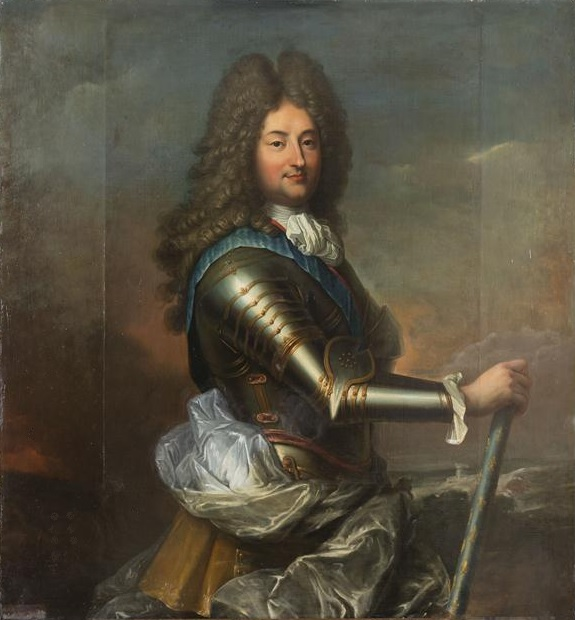
Trong thời gian nhiếp chính, Philippe II, Công tước xứ Orléans đã phổ biến Champagne sủi tăng trong giới quý tộc Pháp.

Sau cái chết của vua Louis XIV vào năm 1715, cháu trai của Louis XIV là Philippe II, Công tước xứ Orléans đã trở thành quan nhiếp chính Pháp. Công tước Orléans rất thích các loại vang Champagne sủi tăm và đề cao nó trong các bữa tiệc hàng đêm của mình tại Palais-Royal. Điều này đã gây ra một cơn sốt ở Paris vì các nhà hàng và giới thượng lưu tìm kiếm để noi gương thị hiếu vang sủi bọt của Công tước. Những người sản xuất rượu vang Champenois bắt đầu chuyển ngành kinh doanh của họ từ làm vang không sủi bọt sang vang sủi bọt để tận dụng cơn sốt này. Trong suốt thế kỷ 18, các dòng họ Champagne đã được mở ra – tạo ra một ngành kinh doanh mới năng động trong vùng Champagne. Thay vì chỉ có các địa chủ hoặc các tu viện sản xuất phần lớn lượng rượu vang, các dòng họ tư nhân hay các thương nhân đã mua nho từ các chủ vườn nho để làm rượu Champagne và trở thành những người thống trị trong ngành kinh doanh này. Các dòng họ như Moët & Chandon, Louis Roederer, Piper-Heidsieck và Taittinger là các dòng họ chính được thành lập trong thời gian này. Mỗi dòng họ thuê các đại lý bán hàng để giới thiệu các mẫu rượu vang của họ với các triều đình hoàng gia trên khắp châu Âu, các dòng họ này cạnh tranh với nhau để chiếm thị phần của thị trường rượu Champagne ngày càng phát triển.
Tuy nhiên, vào cuối thế kỷ 18 việc sản xuất rượu vang hồng nhạt không sủi bọt vẫn chiếm trên 90% sản lượng của vùng Champagne. Cách mạng Pháp và theo sau đó là các cuộc chiến tranh của Napoléon tạm thời làm sự phổ biến của rượu Champagne giảm xuống. Để cứu một số khách hàng quý tộc của mình khỏi máy chém, các thương nhân bán Champagne đã thay đổi các sổ sách kinh doanh của mình, họ thay thế danh nghĩa khách hàng của mình thành "công dân". Vì rất nhiều quý tộc trốn sang các nước khác, nên giới thương nhân cũng làm hết sức mình để đảm bảo các thùng Champagne yêu thích của quý tộc cũng được đi theo. Trong các cuộc chiến tranh của Napoléon, các hải cảng của châu Âu luôn là đối tượng của các cuộc phong tỏa và chống phong tỏa bất tận. Các đại lý như Louis Bohne của Veuve Clicquot bèn nghĩ ra cách buôn lậu rượu vang của họ cho khách hàng. Các đại lý thậm chí đã cố gắng biến cả chiến thắng và thất bại quân sự thành cơ hội kinh doanh. Trong cuộc xâm lược Nga của Napoleon, Charles-Henri Heidsieck đã đi ngựa vượt quân đội hoàng gia Pháp đang trên đường tới Moscow. Mang theo các thùng Champagne, Heidsieck đã chuẩn bị sẵn sàng để kinh doanh với người chiến thắng, dù là người Pháp hay người Nga. Sau thất bại của Napoleon trong Trận Waterloo, vùng Champagne bị quân đội Nga chiếm đóng. Trong thời gian chiếm đóng, rượu Champagne được trưng dụng và bắt cống nộp. Vì hầm rượu vang của mình đã trống rỗng, Widow Cliquot đã nói một câu nổi tiếng "Hôm nay họ uống. Ngày mai họ sẽ trả tiền". Lời nói đó của Widow Cliquot là lời tiên tri vì trong thế kỷ tiếp theo, cho đến Cách mạng Nga 1917 thì đế quốc Nga là thị trường tiêu thụ rượu Champagne lớn thứ hai thế giới.

## Sự phát triển của ngành công nghiệp Champagne hiện đại
Gốc rễ của ngành công làm Champagne hiện đại được đặt trong cuộc Cách mạng Công nghiệp, với bước nhảy lớn trong hiểu biết phương pháp làm rượu vang sủi bọt và cải tiến trong công nghệ cần thiết để giúp quá trình sản xuất hiệu quả về mặt tài chính hơn. Nhà khoa học người Pháp là Jean-Antoine Chaptal đã phổ biến những kiến thức về rượu Champagne do ông tìm ra, nghiên cứu của ông cho thấy rượu Champagne sủi tăm do việc bịt kín chai trước khi quá trình lên men hoàn tất. Ông cũng lưu ý rằng lượng đường trong rượu vang sẽ tạo điều kiện cho quá trình lên men này tạo ra bong bóng. Cùng với bọt khí carbon dioxide được sinh ra, áp suất trong chai sẽ tăng lên dẫn đến chai bị nổ. Xáo trộn do một chai bị vỡ có thể gây ra phản ứng dây chuyền, do đó hầm rượu có thể mất từ 20% đến 90% số chai rượu trong hầm. Phương pháp làm thủy tinh đốt than đá của người Anh tạo ra các chai chứa rượu vang khỏe hơn, chịu được áp suất do khí carbon dioxide tạo ra tốt hơn. Vào thập kỷ 1830, một dược sĩ từ Châlons-sur-Marne có tên là André François đã tạo ra các công thức với các phép đo chính xác lượng đường cần thiết để làm rượu vang sủi tăm, công thức này không tạo thêm áp suất trong chai, giúp chai rượu ít bị nổ. Máy đóng nút chai và nút chai cải tiến đã giúp chai kín hơn, khí ít cơ hội thoát ra ngoài chai.

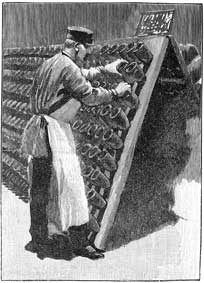
Sự phát triển của kỹ thuật riddling như một cách để loại bỏ men chết từ Champagne mà không làm mất khí nhiều quá, đây là một tiến bộ đáng kể trong việc cải thiện chất lượng sản xuất Champagne.

Một bước tiến quan trọng trong những năm đầu thế kỷ 19 là việc phát triển một kỹ thuật để loại bỏ men chết sau quá trình lên men thứ cấp. Những người làm Champagne ban đầu không loại bỏ men chết, khiến rượu vang có màu đục và hương vị dễ bị hỏng nếu men chết bị lắc trộn lẫn với rượu, hay khi rót rượu ra ly. Tại các bữa tiệc và triều đình hoàng gia, những người phục vụ sẽ rót lượt Champagne mới vào các ly sạch để tránh men chết bám trên thành ly cũ. Để loại bỏ men chết, một số người làm rượu sẽ chắt rượu vang vào một chai mới. Tuy nhiên quá trình này khiến một lượng đáng kể khí carbon dioxide thoát ra và làm rượu ít sủi tăm hơn. Với sự trợ giúp từ trưởng hầm rượu của mình, madam Clicquot của dòng họ làm Champagne là Veuve Cliquot đã phát triển một quá trình riddling vào đầu thế kỷ 19, để giải quyết vấn đề loại bỏ men chết mà không làm mất khí trong chai. Kỹ thuật riddling này là một quy trình bắt đầu từ việc gom men chết vào cổ chai bằng cách đặt chai dốc xuống và dùng chính áp lực của rượu vang để đẩy men chết ra khỏi chai, do đó người làm rượu thường thêm một lượng đường ngọt nhất định để bù lại lượng rượu bị mất khi làm riddling. Người Nga là những khách hàng đặc biệt, họ rất rưu chuộng các loại Champagne ngọt, nên Veuve Cliquot có thể chỉnh độ ngọt trong rượu vang của họ để làm vừa lòng khách hàng của mình bằng chính lượng đường bổ sung khi làm riddling. Lúc đầu, dòng họ Veuve Cliquot cố gắng giữ bí mật kỹ thuật riddling cho riêng họ, nhưng đến cuối thập niên 1820, bí mật này bị lộ và các dòng họ làm Champagne khác đã lập tức xây dựng dây chuyên sản xuất để làm riddling. Năm 1854, hệ thống đường sắt quốc gia của Pháp đã nối Reims với các vùng còn lại của đất nước, gồm cả các cảng ven biển. Từ thời điểm đó, rượu Champagne được kết nối với thị trường toàn thế giới và doanh số bán hàng tăng vọt. Trong thập niên 1850, trung bình mỗi năm có khoảng 20 triệu chai Champagne được sản xuất.

### Từ ngọt tới chua
Trong suốt hầu hết thế kỷ 19, rượu Champagne được làm có vị ngọt. Mùi vị của rượu đã làm hài lòng hầu hết người uống rượu vang, việc thêm đường giúp người làm rượu giấu được những khiếm khuyết trong rượu hay chất lượng rượu kém do loại nho không tốt. Các dòng họ Champagne đã dùng một liều lượng đường nhất định để điều chỉnh vị ngọt của bất cứ loại rượu nào được ưa chuộng trong một thị trường cụ thể. Người Nga là những người thích ngọt nhất, nên lượng đường thêm vào thường khoảng 250-330 gram. Các nước Bắc Âu xếp thứ hai với khoảng 200 gram đường và xếp sau là người Pháp với 165 gram, người Đức ít hơn người Pháp một chút, còn người Mỹ thích trong khoảng 110-165 gram. Người Anh ưa loại rượu ít đường nhất, chỉ khoảng 22-66 gram đường. Dần dần thị hiếu phát triển làm cho rượu Champagne ít ngọt hơn và chất lượng tổng thể cao hơn. Champagne hơi ngọt đầu tiên được dán nhãn demi-sec hay "half dry". Sự thành công của loại rượu vang hơi chua này đã thúc đẩy việc đưa ra thị trường các loại vang ngọt dán nhãn sec hay dry. Những nhà sản xuất khác làm rượu vang Champagne thậm chí còn ít đường hơn và loại rượu Champagne này được gọi là extra dry. Năm 1846, dòng họ Perrier-Jouët đã giới thiệu một loại Champagne được làm mà không cho thêm đường. Loại rượu vang này ban đầu không được đón nhận, các nhà phê bình nhận xét loại vang này quá mộc, hay giống như Champagne chua (brut) vậy. Nhưng đến thế hệ tiếp theo, loại rượu "brut" ít đường đáng kể so với rượu vang dán nhãn extra dry đã trở thành trào lưu Champagne và ngày nay phần lớn Champagne được làm theo brut.

## Từ cuối thế kỷ 19 cho đến ngày nay

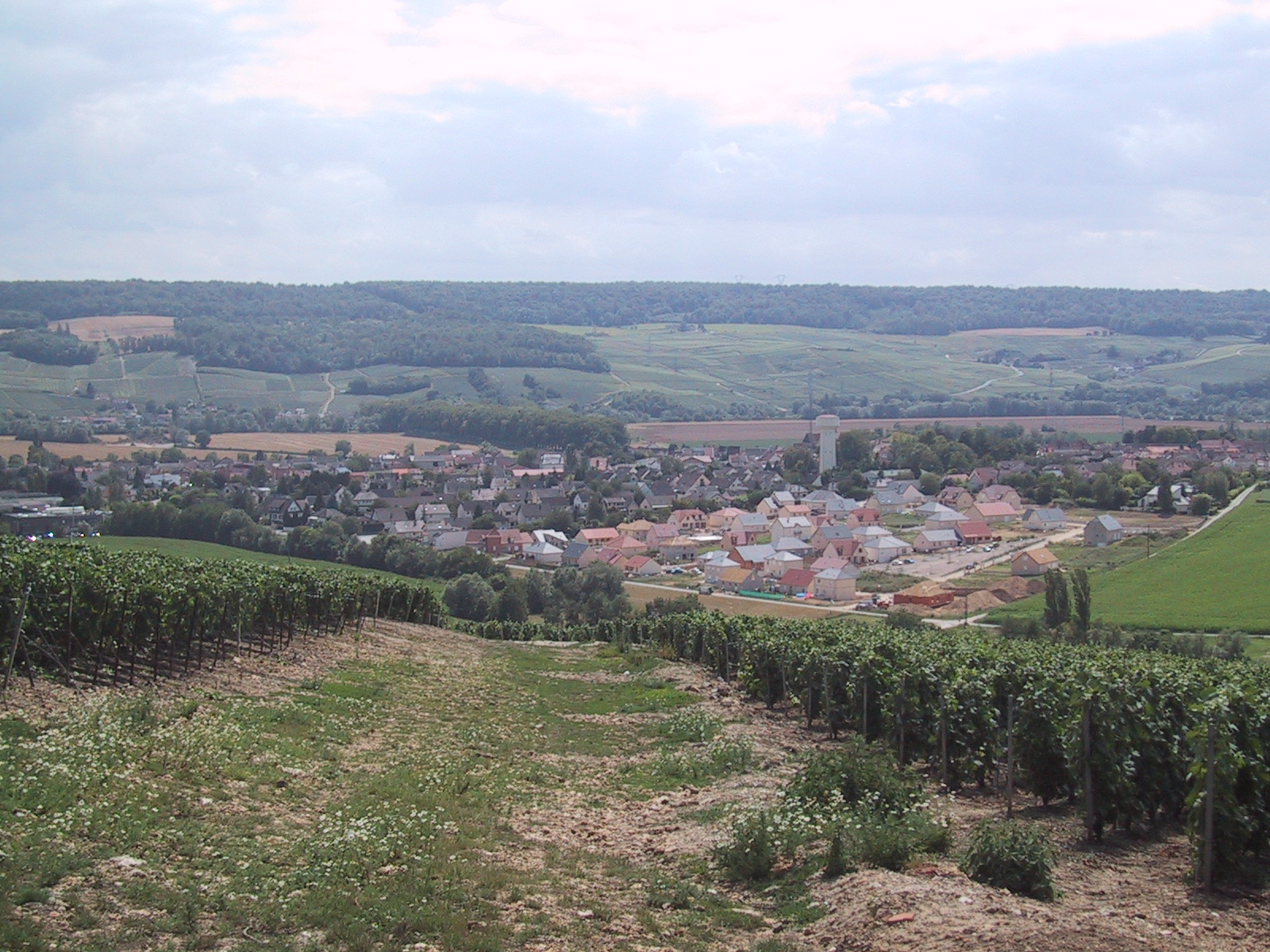
Điều tạo nên "Champagne" và nơi cây nho sinh trưởng là nguồn gốc của căng thẳng chính trong những năm đầu thế kỷ 20, khi các cuộc bạo loạn nổ ra ở các làng như Damery (ảnh).

Đến cuối thế kỷ 19, nhãn hiệu Champagne đã rất phổ biến và nó đã đi sâu vào văn hóa bình dân. Đầu thế kỷ 20, Champagne đã gặp phải một số thách thức. Một số hạt giống của những thách thức này được gieo trồng trong suốt thế kỷ trước đó, khi sự phổ biến ngày càng tăng của Champagne đã thúc đẩy các dòng họ làm Champagne tìm kiếm nguồn cung cấp nho rẻ hơn từ các vùng bên ngoài vùng Champagne. Hệ thống đường sắt Pháp đã làm cho điều đó trở nên dễ dàng, các toa chở đầy nho từ thung lũng Loire hay Languedoc được vận chuyển đến Champagne với giá chỉ bằng gần một nửa so với giá mà các dòng họ này phải trả cho nho do người Champenois trồng. Báo chí xuất bản những tin đồn về việc một số dòng họ mua đại hoàng từ anh để làm rượu vang. Hầu như không có bất cứ bộ luật nào bảo vệ người trồng nho hay người tiêu dùng, nên các dòng họ làm Champagne là những người có quyền lực nhất trong vùng để làm lợi từ các loại rượu Champagne giả. Như thể tăng thêm cảnh khổ cực cho những người Champenois trồng nho, vài vụ nho cuối cùng trong thế kỷ 19 đã gặp nhiều khó khăn do sương giá và mưa, nên năng suất nho của các mùa vụ này sụt giảm thê thảm. Bệnh dịch phylloxera (rệp hại rễ nho) đã tàn phá các vườn nho khắp nước Pháp cuối cùng đã lan tới vùng Champagne. Vụ thu hoạch từ năm 1902 đến năm 1909 tiếp tục gặp nhiều rủi ro do nấm và mốc. Vụ nho năm 1910 là năm đặc biệt vất vả do các cơn dông mưa đá và lũ lụt. Gần 96% sản lượng nho của vụ bị mất.
Các dòng họ làm Champagne đã thông đồng với nhau để ép giá nho xuống thấp theo ý họ, họ luôn đưa ra lời hăm dọa rằng nếu các dòng họ không có đủ nho cho họ với giá thấp thì họ sẽ tiếp tục lấy nho từ các nguồn cung cấp bên ngoài vùng Champagne. Các chủ vườn nho Champenois thường nhận được số tiền bán nho ít ỏi, nghèo đói diễn ra khắp vùng. Vào tháng 1 năm 1911, tâm trạng thất vọng đạt đến đỉnh điểm và các cuộc bạo loạn của người trồng nho nổ ra ở các thị trấn Damery và Hautvilliers. Chủ vườn nho Champenois đã chặn các xe tải chở nho tới từ thung lũng Loire và đẩy chúng xuống sông Marne. Sau đso, họ bất ngờ tấn công các nhà kho của những người sản xuất rượu Champagne giả, ném thêm các chai rượu và thùng rượu xuống sông Marne. Chính phủ Pháp đã cố gắng làm dịu những bất bình của người trồng nho bằng cách thông qua đạo luật quy định xuất xứ của rượu vang Champagne. Bộ luật quy định rằng tỉnh Marne và một vài làng của tỉnh Aisne là những vùng duy nhất được chấp thuận để trồng nho làm rượu Champagne. Việc loại trừ rõ ràng tỉnh Aube, nơi đặt thủ phủ lịch sử của Champagne là Troyes, đã thúc đẩy thêm sự bất mãn của những người vùng Aube (được gọi là Aubois), do họ kịch liệt phản đối phán quyết này. Tỉnh Aube nằm ở phía nam sông Marne, tỉnh này gần với vùng Bourgogne hơn về đất đai và vị trí. Những người trồng nho ở tỉnh Marne xem Aube là khu vực khác và không có khả năng làm ra rượu Champagne đích thực, nhưng người Aubois vẫn xem mình là Champenois và trung thành với gốc rẽ lịch sử của mình. Cuối cùng chính phủ đành phải thay đổi quyết định của mình và gộp cả Aube vào vùng làm rượu Champagne, điều này lại khiến những người trồng nho ở Marne nổi giận và họ phản đối mạnh mẽ quyết định của chính phủ. Nhiều cuộc bạo loạn nổ ra thêm và khắp khu vực này ở trên bờ vực của một cuộc nội chiến. Trong khi chính phủ vẫn đang lúng túng để tìm một câu trả lời thỏa đáng cho cả hai bên, thì Chiến tranh thế giới I nổ ra và những vấn đề về rượu vang Champagne được đặt sang một bên, toàn nước Pháp chuẩn bị cho cuộc chiến tranh đang diễn ra.

### Chiến tranh thế giới I & II

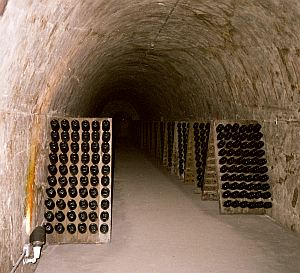
Trong suốt Chiến tranh thế giới I, khi pháo binh Đức bắn phá, nhiều Champenois đã sử dụng các hang động ngầm để làm nơi chứa rượu Champagne. Bất chấp chiến tranh xảy ra, việc sản xuất Champagne vẫn tiếp tục được thực hiện trong các hang động.

Do vị trí chiến lược của vùng Champagne gần Mặt trận phía Tây nên nó trở thành vùng nằm giữa hai trận tuyến. Dù một số dòng họ làm Champagne đã rời khỏi đây và nhiều vườn nho đã bị bỏ lại, nhưng vẫn còn rất nhiều Champenois tiếp tục bám trụ ở lại và trú ẩn trong các hang động ngầm hoặc hang động đá vôi hay dùng để ủ rượu Champagne, nhằm tránh các đợt pháo kích của quân Đức. Nhà thờ Reims nổi tiếng hầu như bị quân Đức phá hủy cùng với nhiều tòa nhà khác trong vùng. Các vườn nho trở thành chiến trường lỗ chỗ hố bom do một số chiến dịch tấn công và phòng thủ đã diễn ra ở đây. Dù vậy vẫn còn một số Champenois mại hiểm sản xuất rượu Champagne từ những vụ nho khó khăn trong Chiến tranh thế giới I (1914–1917). Đến khi chiến tranh kết thúc, vùng Champagne đã mất hơn một nửa dân số của vùng, riêng vùng Aisne mất gần 2/3 dân số. Ngành sản xuất rượu vang Champagne, các vườn nho và các nhà kho đã bị phá hủy hoàn toàn.
Sự tàn phá của chiến tranh đã mang lại một cơ hội lớn cho vùng làm rượu và ngành làm rượu Champagne. Năm 1919, chính phủ Pháp thông qua một loạt đạo luật đã đặt nền móng cho hệ thống Appellation d'origine contrôlée (AOC – loại vang có nguồn gốc xuất xứ được kiểm định), các đạo luật này quy định nghiêm ngặt quá trình làm rượu và ranh giới vùng làm rượu. Các biện pháp đã được thực hiện để loại trừ gian lận và phụ gia bất hợp pháp như cây đại hoàng và nước táo ép. Chỉ có nho được trồng ở vùng Champagne được pháp luật quy định (cuối cùng cũng tính cả tỉnh Aube), dùng để làm rượu vang sủi tăm mới được gọi một cách hợp pháp là "Champagne". Việc phần lớn các vườn nho của vùng bị phá hủy đã mang lại cơ hội cho người trồng nho trồng lại các giống nho mới với gốc ghép kháng bệnh phylloxera và nhiều địa điểm lý tưởng cho sản xuất nho chất lượng cao. Tuy nhiên, dù có nhiều thuận lợi như vậy, nhưng người làm rượu Champagne vẫn gặp phải nhiều điều không may, đầu tiên là Cuộc cách mạng Nga nổ ra năm 1917 đã dẫn đến thị trường Nga không nhập khẩu rượu Champagne nữa. Tiếp đến là luật cấm rượu bia năm 1920 của Hoa Kỳ đã đóng luôn cánh của một thị trường nữa và suy thoái kinh tế toàn cầu trong cuộc Đại Khủng hoảng dẫn đến doanh số bán hàng sụt giảm. Chiến tranh thế giới II nổ ra một lần nữa các vườn nho của vùng Champagne lại in dấu chân lính. Dù sự tàn phá đối với khu vực không nghiêm trọng như với cuộc chiến tranh trước, nhưng Chiến tranh thế giới II vẫn là thời gian khó khăn cho vùng. Tại Reims, ngày 7/5/1945 chỉ huy quân Đức là Alfred Jodl đã đầu hàng vô điều kiện tư lệnh tối cao các lực lượng đồng minh là tướng Dwight D. Eisenhower. Sáng hôm sau, buổi lễ ký đầu hàng chính thức diễn ra, trong buổi ký kết này đã sử dụng 6 chai vang 1934 của Pommery. Nhà nghiên cứu lịch sử rượu vang Don và Petie Kladstrup trích dẫn rằng một nhà sử học Chiến tranh thế giới II đã bình luận như sau: "những tiếng nổ cuối cùng của chiến tranh là tiếng bật nút chai Champagne".

### Tới ngày nay

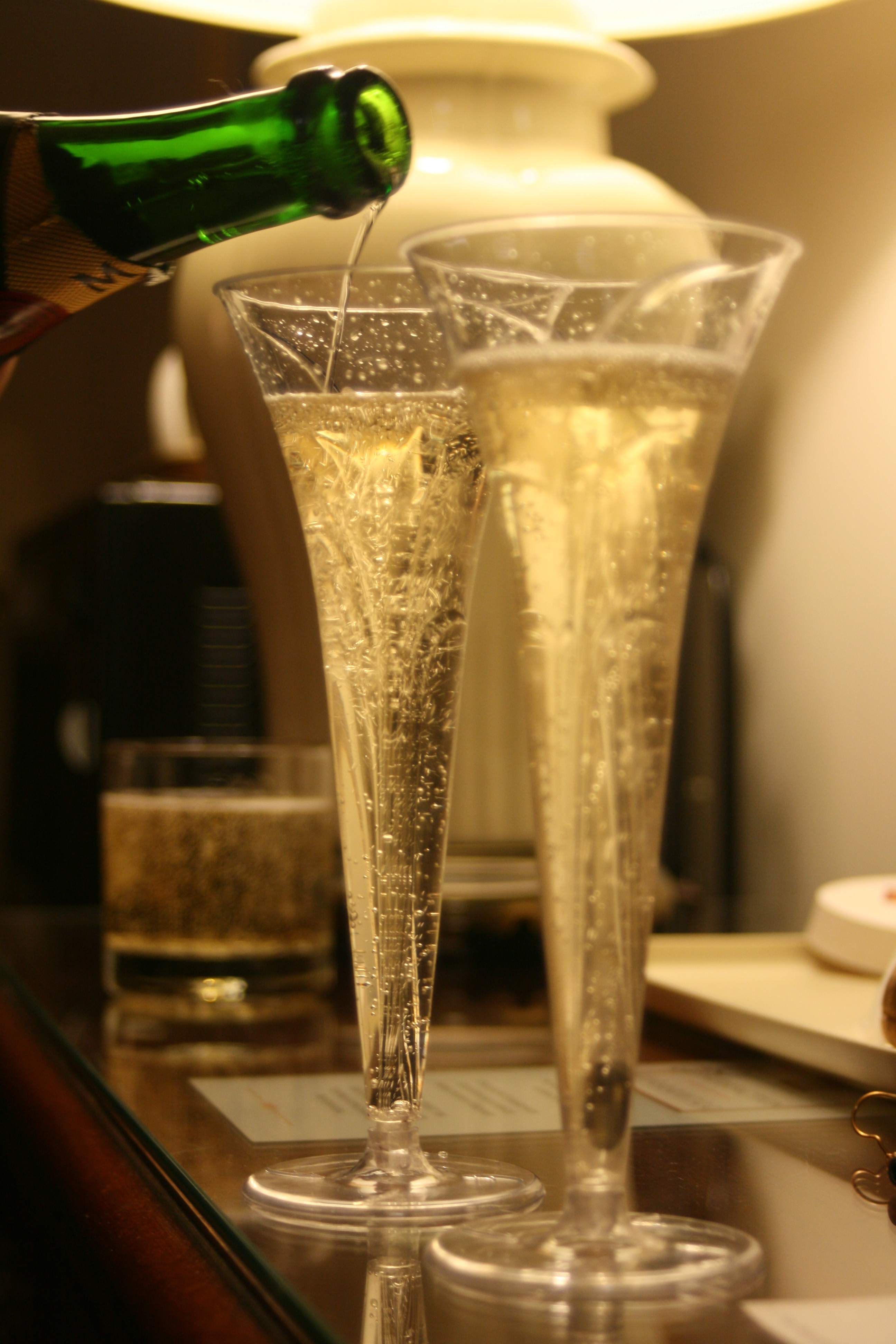
Ngày nay, rượu Champagne không chỉ còn là rượu vang đơn thuần mà nó là một thương hiệu nổi tiếng thường hay bị bắt chước.

Sau Chiến tranh thế giới II, doanh số và sự phổ biến của rượu Champagne đã tăng một lần nữa. Từ năm 1950, doanh số bán hàng đã tăng đều đặn, gấp 4 lần với tổng số trên 200 triệu chai. Do nhu cầu thế giới tăng đã khiến chính phủ Pháp phải mở rộng khu vực AOC của vùng làm Champagne để tạo điều kiện thuận lợi cho việc sản xuất hơn nữa. Hiện nay giữa những người trồng nho và các dòng họ làm Champagne có mối quan hệ kinh doanh năng động, có 19.000 người trồng nho trong vùng bán nho của họ cho gần 30 dòng họ làm Champagne. Qua thời gian, rượu Champagne không chỉ phản ánh đặc điểm thổ nhưỡng, khí hậu của vùng Champagne mà còn là một nhãn hiệu hàng hóa nổi tiếng, các Champenois bảo vệ mạnh mẽ cho nhãn hiệu và quyền sử dụng thuật ngữ "Champagne" của họ. Sự phổ biến và thành công của rượu Champagne đã khiến cho một loạt nhãn hiệu rượu sủi tăm khác bắt chước Champagne hình thành khắp thế giới (như Cava ở Tây BanNha, Sekt ở Đức và vài tên tuổi khác ở Hoa Kỳ), thậm chí ngay ở Pháp cũng có nhãn hiệu vang Cremants sủi tăm. Tên gọi "Champagne" là một chỉ dẫn nguồn gốc được bảo vệ ở Liên minh châu Âu và tất cả rượu vang sản xuất và bán ở EU phải phù hợp với các tiêu chuẩn và không một nhãn mác của một loại rượu vang nào được đề là "Champagne", trừ khi nó xuất xứ từ AOC Champagne. Tại Hoa Kỳ có một kẽ hở pháp lý cho thuật ngữ "bán chung" - semi-generic. Năm 1985, việc sử dụng thuật ngữ méthode champenoise (các phương pháp làm Champagne truyền thống của người vùng Champagne) cũng bị đặt ra ngoài vòng pháp luật với những nhà sản xuất rượu vang sủi tăm "kiểu champagne", nên những nhà sản xuất này dùng thuật ngữ méthode traditionnelle có nghĩa là rượu vang của họ được làm bằng các phương pháp sản xuất giống như rượu Champagne.